# Barba
Cet article concerne le cours d'eau en France. Pour les autres significations, voir Barba (homonymie).
Le Barba est une petite rivière française qui coule dans le département des Vosges, en région Grand Est. C'est un affluent gauche de la Vologne, donc un sous-affluent de la Moselle.

## Géographie

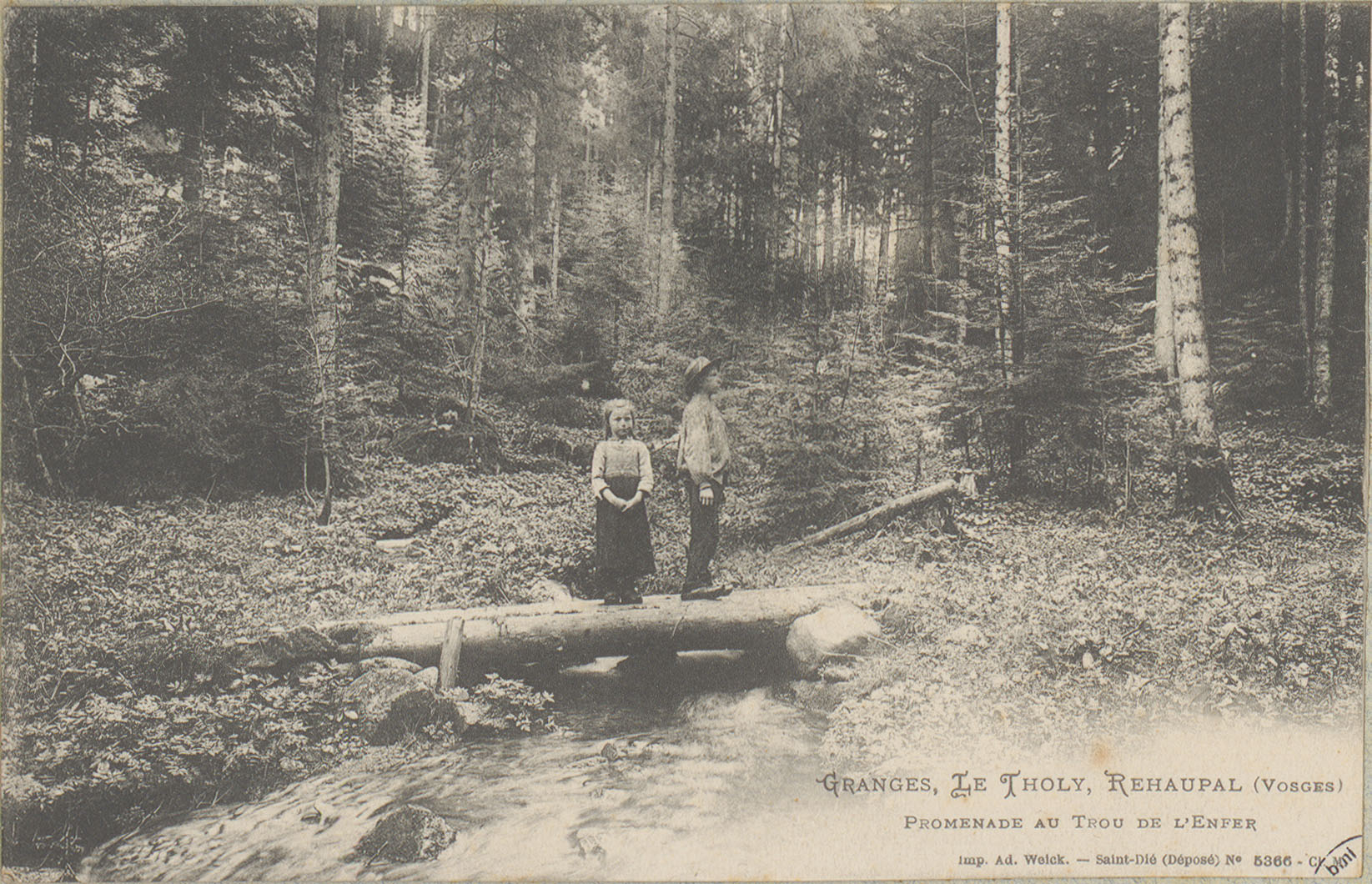
Promenade au trou de l'Enfer, près de la Barba (carte postale Adolphe Weick).

De 15,7 km de longueur, le Barba naît sur le territoire de la commune de Liézey à la tourbière de l'étang du Pré Pierson, à 704 m d'altitude, près des lieux-dits la Racine et le Trou de l'Enfer. 
Il s'oriente dès sa naissance vers le nord-ouest, direction qu'il maintient en règle générale jusqu'à la fin de son parcours. 
Il finit par confluer avec la Vologne en rive gauche, au niveau de la petite localité de Docelles,  à 380 m d'altitude, juste avant un barrage sur la Vologne, située à deux kilomètres en amont de Cheniménil.

### Communes traversées
Le Barba traverse les neuf communes suivantes, d'amont en aval : Liézey (source), le Tholy, Rehaupal, Laveline-du-Houx, Tendon, la Neuveville-devant-Lépanges, Faucompierre, Xamontarupt et Docelles (confluence).
En termes de cantons, le Barba prend source sur le canton de Gérardmer, traverse le canton de La Bresse, conflue sur le canton de Bruyères, le tout dans les arrondissements de Saint-Dié-des-Vosges et d'Épinal.

### Bassin versant
Le Barba traverse une seule zone hydrographique 'Le Barba' (A435) de 63 km2 de superficie. Ce bassin versant est constitué à 63,82 % de « forêts et milieux semi-naturels », à 36,07 % de « territoires agricoles », à 0,47 % de « territoires artificialisés ». 

## Affluents

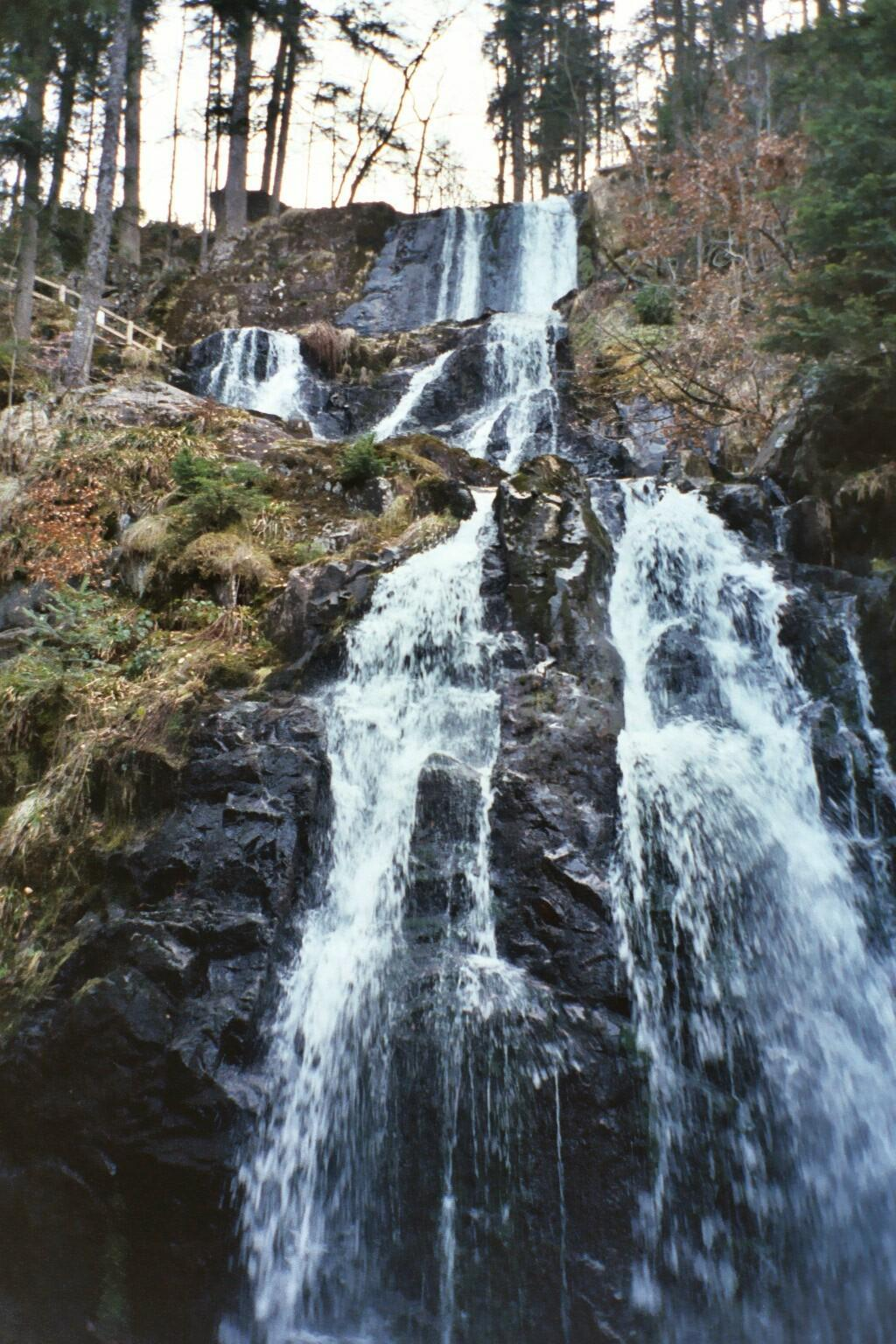
La grande cascade sur le Scouët.

Le Barba reçoit comme affluent en rive gauche, au lieu-dit La Poirie, entre les villages de Tendon et de Faucompierre, le torrent Le Scouet, qui franchit quelques kilomètres en amont deux chutes d'eau, la Grande Cascade et la Petite Cascade de Tendon, la première ayant une hauteur de chute de 32 m. 
- Ruisseau de Varinfête (RD) sur les deux communes de Champdray et Rehaupal ;
- Ruisseau des Spaxes (RD) 3,0 km sur les deux communes de Champdray et Rehaupal ;
- Ruisseau de Cruste Layé Pierre (RD) 1,6 km sur les deux communes de Rehaupal et Laveline-du-Houx ;
- Ruisseau de Hérigoutte (RD) 2,4 km sur la seule commune de Laveline-du-Houx ;
- Le Groseiller ou  Ruisseau de la Grande Carre  (RD) 3,4 km sur la seule commune de Laveline-du-Houx ;
- Le Scouët (RG) 6,9 km sur les deux communes de Le Tholy et Tendon avec 3 affluents :
  - Ruisseau de la Cascade sur les deux communes de Le Tholy et Tendon,
  - Ruisseau de Tendon  (RD) 2,0 km sur la seule commune de Tendon
  - Ruisseau de la Hutte  (RG) 3,2 km sur la seule commune de Tendon ;
- Ruisseau de la Cuve (RG) 5,1 km sur les deux communes de Tendon et de Xamontarupt ;
- Le Sébarupt  (RG) sur la seule commune de Docelles.

Le rang de Strahler est donc de trois.

## Hydrologie

### Le Barba à Docelles
Le module du Barba, mesuré au niveau de son confluent avec la Vologne à Docelles, est de 1,48 m3/s pour un bassin versant de 63,1 km2. 

### Lame d'eau et débit spécifique
La lame d'eau écoulée dans son bassin est de 740 mm, ce qui est élevé, même en Lorraine, qui possède des cours d'eau extrêmement abondants dans la région vosgienne. C'est plus de deux fois supérieur à la moyenne de la France, tous bassins confondus, et surtout largement supérieur à la moyenne du bassin français de la Moselle (445 mm à Hauconcourt, en aval de Metz). Son débit spécifique ou Qsp se monte de ce fait à un chiffre solide : 23,45 l/s/km2.